# Univerzita veterinárního lékařství a farmacie v Košicích
Univerzita veterinárního lékařství a farmacie v Košicích (slovensky Univerzita veterinárskeho lekárstva a farmácie v Košiciach, zkratka UVLF) je slovenská veřejná vysoká škola univerzitního typu se sídlem v Košicích zaměřená na vzdělávání v oblastech veterinární medicíny a farmacie. Na Slovensku jde o jedinou instituci nabízející vzdělávání v oblasti veterinární medicíny a jednu ze dvou vysokých škol poskytujících vzdělání v oblasti farmacie.
V únoru 2023 se vedení univerzity ujal Jozef Nagy. V roce 2020 měla univerzita přibližně 2 tisíce studentů.

## Historie
Vznikla v prosinci 1949 jako Vysoká škola veterinářská v Košicích (Vysoká škola veterinárska v Košiciach). Již v roce 1952 byla však začleněna pod Slovenskou zemědělskou univerzitu v Nitře. Po sedmnácti letech byla škola opět obnovena v roce 1969. Po sametové revoluci byla v roce 1992 přejmenována na Univerzitu veterinárního lékařství v Košicích (Univerzita veterinárskeho lékarstva v Košiciach), v lednu 2010 došlo k přejmenování na Univerzitu veterinárního lékařství a farmacie v Košicích (Univerzita veterinárského lekárstva a farmácie v Košiciach).
Historicky prvním rektorem univerzity byl Ján Hovorka.

## Studijní programy
- Všeobecné veterinárne lekárstvo
- Hygiena potravín
- Farmácia
- Kynológia
- Vzťah človek-zviera a jeho využitie v canisterapii a hippoterapii
- Bezpečnosť potravín a krmív
- Trh a kvalita potravín